# Kimeli Lucas Rotich
Kimeli Lucas Rotich (ur. 16 kwietnia 1990) – kenijski lekkoatleta, długodystansowiec.

## Osiągnięcia
- srebrny medal mistrzostw świata juniorów młodszych (bieg na 3000 m, Ostrawa 2007)
- 2 medale mistrzostw świata w biegach przełajowych (Edynburg 2008) – brąz indywidualnie oraz złoto w drużynie

## Rekordy życiowe
- bieg na 3000 metrów - 7:35,57 (2011)
- bieg na 5000 metrów - 12:55,06 (2010)
- bieg na 10 000 metrów – 26:43,98 (2011)
- maraton – 2:07:17 (2015)